# 巴耶拜
巴耶拜（鄒語：Ba'e Pai），是台灣鄒族神話中的稻女神，位階為下神，掌管稻米的事務。

## 職責
巴耶拜掌管著稻米的成熟和管理，和巴耶苳烏一樣屬於保食神之一，也是當初將稻米交給人類的女神。因為稻米在過去被鄒族視為禁忌作物，日治時期後才開始大規模種植，因此巴耶拜的地位遠不及巴耶苳烏，也沒有太多相關傳說。
巴耶拜（Ba'e Pai）的名字來自於「祖母（Ba'i）」與「稻米（Pai）」。

## 祭典
與巴耶拜相關的祭典主要為收穫祭（稻米祭），但祭儀內容都比巴耶苳烏來的簡略許多。